# Gemeenschapsonderdaan
Een gemeenschapsonderdaan is iemand die onderdaan is van een Staat die partij is bij het Verdrag tot oprichting van de Europese Gemeenschap of een onderdaan van de Europese Economische Ruimte, of een Zwitsers onderdaan.
De zogenaamde EU-route of België-route is een methode waarbij een gemeenschapsonderdaan samen met zijn of haar partner probeert om voor de partner ook de status van gemeenschapsonderdaan te verkrijgen door samen tijdelijk in een andere lidstaat te gaan wonen.